# Anapsicomus aethroides
Anapsicomus aethroides är en skalbaggsart som beskrevs av Maria Helena M. Galileo och Martins 1988. Anapsicomus aethroides ingår i släktet Anapsicomus och familjen långhorningar. Inga underarter finns listade i Catalogue of Life.